# Universitair hoofddocent
Een universitair hoofddocent (uhd) is een docent aan een Nederlandse universiteit die onderwijs geeft en onderzoek verricht. In de Vlaamse Gemeenschap bestaat er een equivalente hoofddocent.
Universitaire medewerkers met de rang universitair hoofddocent zijn officieel bevoegd examens af te nemen en inhoudelijk en organisatorisch betrokken zijn bij het onderzoek en onderwijs van de afdeling waar hij of zij werkzaam is en tevens les geven. Universitaire hoofddocenten zijn formeel werkzaam onder supervisie van de hoogleraar van de afdeling waarbij zij werkzaam zijn. In de praktijk genieten zij echter een zeer grote vrijheid bij de invulling van hun werkzaamheden. Voorts kunnen zij leiding geven aan andere medewerkers van hun afdeling, waaronder de universitair docenten.
Sinds 6 juni 2017 kunnen universitaire hoofddocenten door het college van promoties ook aangewezen worden als promotor. Dit recht wordt soms ook toegekend aan andere medewerkers van de universiteit, mits zij zelf de graad van doctor behaald hebben en volgens het college voldoende bekwaam zijn om als promotor op te treden. Ook kunnen universitaire hoofddocenten de functie van copromotor vervullen wat vaak betekent dat zij het grootste deel van de begeleiding van een promovendus voor hun rekening nemen.
De rang van universitair hoofddocent is in 1985 ingesteld ter vervanging van de oude rang wetenschappelijk hoofdmedewerker. Terwijl de promotie tot hoofdmedewerker vrijwel automatisch plaatsvond, werden aan de benoeming tot hoofddocent hoge eisen gesteld, die gaandeweg verder aangescherpt werden. De hoofddocent moet in ieder geval gepromoveerd zijn, maar daarnaast ook een aantal publicaties in vooraanstaande internationale wetenschappelijke tijdschriften op zijn/haar naam hebben staan en over uitstekende onderwijskwaliteiten beschikken. De rang van een universitair hoofddocent is te vergelijken met die van associate professor in het Amerikaanse systeem. De Rijksuniversiteit Groningen gebruikt de titel ook als dusdanig.